# دان مک‌کی (فیلم)
دان مک‌کی (به انگلیسی: Don McKay) فیلمی محصول سال ۲۰۰۹ و به کارگردانی جیک گلدبرگر است. در این فیلم بازیگرانی همچون توماس هیدن چرچ، الیزابت شو، ملیسا لیو، جیمز ربهورن، کیث دیوید، ام. امت والش، پروییت تیلور وینس و رابرت والبرگ ایفای نقش کرده‌اند.